# Superstrada S8
La superstrada S8 (in polacco Droga ekspresowa S8, anche nota come Trasa Bohaterów Bitwy Warszawskiej 1920 r. cioè L'itinerario degli eroi della battaglia di Varsavia 1920) è una superstrada polacca che attraversa il Paese da ovest a est, da Breslavia a Białystok, passando per la capitale Varsavia e Łódź. Fa parte della strada europea E67.
La strada è stata costruita tra il 2008 e il 2019 (brevi tratti che fungono da circonvallazione della città erano stati costruiti in precedenza). La costruzione è stata cofinanziata dall'Unione Europea.
Nel 2019 è stato annunciato il prolungamento della S8 da Breslavia a Kłodzko. L'apertura della parte principale è prevista per il 2027. Nel 2022 è stato annunciato il progetto di un ulteriore prolungamento della strada da Kłodzko al confine polacco-ceco a Boboszów, che dovrebbe essere costruito entro il 2033, ma nella Repubblica Ceca non è ancora stata pianificata una superstrada di collegamento.